# Овчинников, Анатолий Фёдорович
Анато́лий Фёдорович Овчи́нников (1950 — 1996) — советский и российский военный деятель, организатор  испытаний ракетно-космической техники, кандидат военных наук (1995), генерал-майор (1993). Лауреат Премия Правительства Российской Федерации в области науки и техники (1996). Заслуженный машиностроитель РСФСР (1992).

## Биография
Родился 14 мая 1950 года на станции Лепша, Няндомского района Архангельской области в рабочей семье.
С 1968 по 1973 год обучался в Рижском высшем военном командно-инженерном училище имени С. С. Бирюзова. С 1973 года служил в 53-м Научно-исследовательском испытательном полигоне Министерства обороны СССР в должностях: командир боевого расчёта, инженер службы ракетного вооружения. С 1983 года после окончания Военной академии имени Ф. Э. Дзержинского был назначен на должность главного инженера службы ракетного вооружения и  командира отдельной инженерной испытательной части. С 1990 по 1991 год — заместитель начальника и с 1991 по 1994 год — начальник Центра испытаний и применения космических средств. В 1991 году окончил Академические курсы при Военной академии Генерального штаба Вооружённых Сил СССР имени К. Е. Ворошилова с отличием.
С 1993 по 1994 год — начальник Главного центра испытаний и применения космических средств. 20 августа 1993 года А. Ф. Овчинникову Указом Президента Российской Федерации № 1310 было присвоено воинское звание генерал-майор. С 1994 по 1996 год — начальник 1-го Государственного испытательного космодрома Министерства обороны Российской Федерации (Космодром «Плесецк»). Под руководством А. Ф. Овчинникова проводились  лётно-конструкторские испытания и пуски космических аппаратов в области военного и гражданского назначения и в области международного сотрудничества. Одновременно с 1995 года — старший научный сотрудник 50-го ЦНИИ ВКС МО РФ и избран действительным членом Российской Академии космонавтики имени К. Э. Циолковского.
14 февраля 1997 года Постановлением Правительства Российской Федерации «За  работу  "Основные  результаты биологических  и физиологических исследований в полетах космических аппаратов  "Бион" (1973-1993  годы) и их использование в теории и практике космической медицины» Премия Правительства Российской Федерации в области науки и техники (1996 — «за  работу  "Основные  результаты биологических  и физиологических исследований в полетах космических аппаратов  "Бион"  (1973—1993  годы)  и их использование в теории и практике космической медицины»).
Скончался 11 августа 1996 года в городе Мирный, Архангельской области.

## Награды
- Орден «За службу Родине в Вооруженных Силах СССР» III степени[2]

### Премии
- Премия Правительства Российской Федерации в области науки и техники (1996 — «за  работу  "Основные  результаты биологических  и физиологических исследований в полетах космических аппаратов  "Бион"  (1973—1993  годы)  и их использование в теории и практике космической медицины»)[3]

### Звания
- Заслуженный машиностроитель РСФСР (1992)[4]
- Почётный гражданин города Мирный (1.07.2009 — «За выдающиеся заслуги перед муниципальным образованием Мирный, большой личный вклад в развитие Мирного, обеспечение его благополучия и процветания»)[4]

## Память
- 16 сентября 1996 года «В знак признания заслуг перед городом Мирный и в области ракетно-космической техники» Октябрьская улица города Мирный была переименована в улицу имени Овчинникова.
- 4 октября 1996 года на доме № 6 по улице Овчинникова была открыта мемориальная доска[2]